# Gaspard de Montmorin-Saint-Hérem
Né vers 1530, Gaspard de Montmorin-Saint-Hérem se maria à Louise d'Urfé, dame de Paulhac et de Balsac/Balzac en Brivadois, fille unique de Jeanne de Balzac d'Entraigues et de Claude d'Urfé, Il fut chevalier de l'ordre royal et gouverneur d'Auvergne, comte de Saint-Hérem, seigneur d'Auzon et  Rilhac, d'Espirat, Brion, Chassignolles et Bothéon.

## Biographie
Fils de François de Montmorin-Saint-Hérem et grand-père de Louise de Polignac (fille de Louis-Armand XVII de Polignac et Françoise de St-Hérem ; fondatrice en 1639 de Notre-Dame des Bénédictions d'Auzon). Lui ou son père François vendent en 1561 le château de Bouthéon à Guillaume de Gadagne. Son frère cadet Jean est seigneur de Préaux et du Theil (héritage venu des Vendôme, passé aux Joyeuse puis aux Montmorin-St-Hérem : voir la notice paternelle, François de St-Hérem ayant épousé Jeanne de Joyeuse, arrière-petite-fille du comte Jean VIII de Vendôme).
Lors des Guerres de Religion, en compagnie d' Antoine de Saint Vidal, le 15 août 1562, il libère La Chaise-Dieu, tombé aux mains des protestants le 2 août.